# Paolo Gaudio
Paolo Gaudio (Cosenza, 28 febbraio 1981) è un regista, animatore, sceneggiatore e produttore cinematografico italiano.

## Biografia
Dopo essersi laureato in Filosofia all'Università della Calabria, si trasferisce a Roma dove frequenta il corso di regia cinematografica alla Scuola di Cinema di Cinecittà (oggi Roma Film Academy) in cui si diploma con il cortometraggio Il posto vuoto (2005).
Da sempre interessato al fantastico e al Cinema di Genere, inizia da subito a sperimentare tecniche di animazione come il passo uno (di cui diventa uno dei maggiori esponenti in italia), la cut-out animation e la computer grafica.
Nel 2010 realizza il suo primo cortometraggio in stop-motion, Le malinconiche pene del Grom, presentato in selezione ufficiale al Sitges - Festival internazionale del cinema fantastico della Catalogna.
Nel 2011 partecipa al film collettivo P.O.E. Poetry of Eerie con il suo adattamento de Il gatto nero di E.A. Poe in claymation.
Esordisce al lungometraggio nel 2015 con Fantasticherie di un passeggiatore solitario, girato tra il 2010 e il 2011 ma distribuito nelle sale italiane dal 26 novembre 2015 e in home video con CG Entertainment nel 2017 in un'edizione dvd e booklet. Il film è un rarissimo esempio italiano di tecnica mista: live action e stop-motion. Con questo film, Gaudio si fa notare nel circuito dei Festival Internazionali, ricevendo tra gli altri il Gran Prix alla Samain du cinéma fantastique di Nizza, il premio del pubblico al CineFantasy - Festival internacional de cinema fantastico di San Paolo del Brasile e il premio Mario Bava alla migliore opera prima al Fantafestival 2015. Nel 2015 è stato selezionato in concorso al Future Film Festival, dopo molti anni di assenza di pellicole italiane.
Dal 2015 al 2019 è responsabile del dipartimento di animazione stop motion alla Rainbow CGI, dove nasce Looney Foodz!, cortometraggio in claymation vincitore del Nastro d'Argento al miglior film di animazione nel 2018. Nel 2019, Gaudio è anche docente di animazione stop motion al Master di primo livello in Linguaggi e Tecniche per il Cinema d’Animazione all'Accademia di Belle Arti di Roma.
Caporedattore della rivista cinematografica online InGenereCinema, specializzata nella cultura horror, del fantastico, del bizzarro e dello straordinario, è coinvolto come regista nella realizzazione de Il Giro dell'Horror, una docuserie creata da Luca Ruocco sull'horror Italiano, che vanta ospiti come Domiziano Cristopharo, Fabio Frizzi e Lamberto Bava. Nel 2025 la docuserie è stata distribuita in Home Video da Weird Einterteinment.
Nel 2022, per festeggiare i dieci anni dell'uscita di P.O.E. Poetry of Eerie, Gaudio riedita, rimonta e restaura il suo adattamento de Il gatto nero, producendo e distribuendo The Black reCat trovando spazio nelle line-up dei maggiori festival del cinema fantastico del mondo (per citarne alcuni: Bifff - Brussels International Fantastic Film Festival, ScreamFest Horror Film Festival, Fantastic Zagreb, Macabro: Mexico City international horror film festival, H.P. Lovecraft film festival & CthulhuCon, Fancine Fantastic Film Festival of Malaga, Imagine Fantastic Film Fest) ed è stato candidato al Melies d'Argento come miglior corto fantastico europeo.
Nel 2024 realizza Dagon, un cortometraggio in animazione stop motion ispirato all'omonimo racconto di H.P.Lovecraft, prodotto e distribuito da Emma Film. Il film è attualmente presentato nel circuito festivaliero internazionale (alcune selezioni: Sitges - Festival internazionale del cinema fantastico della Catalogna, ScreamFest Horror Film Festival, Court Métrange Festival, World Festival of Animated Film Varna, ToHorror Fantastic Film Fest, Imagine Fantastic Film Fest, Arbertoir Horror Festival, Ravenna Nightmare Film Festival) ed è candidato al Melies d'Argento come miglior corto fantastico europeo. È inoltre nella cinquina finalista dei Nastri d'Argento 2025 come Miglior Cortometraggio d'Animazione.
Dal 2024 Gaudio fa parte del comitato organizzativo del Fantafestival e dal 2025 viene eletto nel comitato direttivo di 100Autori (associazione di categoria degli Autori Cinematografici italiani) in quota di Autore di Film d'Animazione.

## Filmografia

### Regista

#### Lungometraggi
- P.O.E. - Poetry of Eerie con l'episodio Il Gatto Nero (2011)
- Fantasticherie di un passeggiatore solitario (2015)

#### Cortometraggi
- Gustave e il libro sul nulla (2004)
- L'incantesimo di Gilbert (2006)
- Il posto vuoto (2007)
- Le malinconiche pene del grom (2010)
- Looney Foodz! (2017)
- The Black reCat (2022)
- Dagon (2024)

#### Docuserie
- Il Giro dell'Horror Ep.01 - Gatto Nero, Coccodrillo Rosso (2019)
- Il Giro dell'Horror Ep.02 - Sette Note in Meno (2021)
- Il Giro dell'Horror Ep.03 - Back to the Horror (2023)

#### Videoclip
- Via dell'orto (2018) di SecondaMarea

### Animatore
- Le malinconiche pene del Grom (2010) di Paolo Gaudio
- Bloody sin (2011) di Domiziano Cristopharo
- Doll syndrome (2014) di Domiziano Cristopharo
- Phantasmagoria (2014) di Mickael Abbate, Domiziano Cristopharo, Tiziano Martella.
- Adam and Eve raised Cain (2014) di Francesco Erba
- Fantasticherie di un passeggiatore solitario (2015) di Paolo Gaudio
- Pagliacci: the imaginary story of a sad clown (2017) di Alessandro Carnevale
- Via dell'orto (2018) di SecondaMarea
- Il Giro dell'Horror Ep.01 - Gatto Nero, Coccodrillo Rosso (2019) di Paolo Gaudio
- Il Giro dell'Horror Ep.02 - Sette Note in Meno (2021) di Paolo Gaudio
- Il Giro dell'Horror Ep.03 - Back to the Horror (2023) di Paolo Gaudio
- La magia del coraggio (2021) di Francesca Morea
- L'idea (2024) di Emanuele Martorelli

### Sceneggiatore

#### Lungometraggi
- P.O.E. - Poetry of Eerie con l'episodio Il Gatto Nero (2011)
- Fantasticherie di un passeggiatore solitario (2015)

#### Cortometraggi
- Gustave e il libro sul nulla (2004)
- L'incantesimo di Gilbert (2006)
- Il posto vuoto (2007)
- Le malinconiche pene del Grom (2010)
- Looney Foodz! (2017)
- The Black reCat (2022)

### Produttore
- Gustave e il libro sul nulla (2004)
- L'incantesimo di Gilbert (2006)
- Il posto vuoto (2007)
- Le malinconiche pene del Grom (2010)
- Fantasticherie di un passeggiatore solitario (2015)
- Looney Foodz! (2017)
- Il Giro dell'Horror Ep.01 - Gatto Nero, Coccodrillo Rosso (2019)
- Il Giro dell'Horror Ep.02 - Sette Note in Meno (2021)
- The Black reCat (2022)
- Dagon (2024)

## Riconoscimenti
- Nastri d'Argento
  - 2018 - Miglior cortometraggio di animazione per Looney Foodz!
  - 2025 - Candidatura al Miglior cortometraggio di animazione per Dagon

- Scream Fest Horror Film Festival
  - 2024 - Miglior cortometraggio Horror d'animazione per Dagon
- Melies d'Argent
  - 2022 - Candidatura al Miglior Corto Fantastico Europeo per The Black reCat
  - 2023 - Candidatura al Miglior Corto Fantastico Europeo per The Black reCat
  - 2024 - Candidatura al Miglior Corto Fantastico Europeo per Dagon
  - 2025 - Candidatura al Miglior Corto Fantastico Europeo per Dagon
- Samain du cinéma fantastique di Nizza
  - 2014 - Grand Prix per Fantasticherie di un passeggiatore solitario
- Boston Science Fiction Film Festival and Marathon
  - 2015 - Best world film award per Fantasticherie di un passeggiatore solitario
- Fantafestival
  - 2015 - Premio Mario Bava alla Migliore opera prima italiana per Fantasticherie di un passeggiatore solitario
  - 2012 - Candidatura Pipistrello d'oro per P.O.E. - Poetry of Eerie
- ToHorror Film Fest
  - 2022 - Menzione speciale: Miglior Cortometraggio di Animazione per The Black reCat
  - 2015 - Primo premio Miglior Film per Fantasticherie di un passeggiatore solitario
  - 2015 - Premio speciale Antonio Margheriti per la creatività per Fantasticherie di un passeggiatore solitario
- FIPILI Horror Film Festival
  - 2024 - Miglior Cortometraggio categoria Horror per Dagon
  - 2022 - Miglior Cortometraggio categoria Weird per The Black ReCat
- Stop e-Motion Days
  - 2025 - Premio del Pubblico al Miglior Cortometraggio Italiano per Dagon
- CineFantasy – Festival internacional de cinema fantastico
  - 2016 - Audience choice award per Fantasticherie di un passeggiatore solitario

- New York Film and Video Festival
  - 2008 - Miglior Cortometraggio Fantasy per Il Posto Vuoto